# (2343) Siding Spring
(2343) Siding Spring es un asteroide perteneciente al cinturón de asteroides, descubierto el 25 de junio de 1979 por Eleanor F. Helin y el también astrónomo Schelte John Bus desde el Observatorio de Siding Spring, Nueva Gales del Sur, Australia.

## Designación y nombre
Designado provisionalmente como 1979 MD4, fue nombrado Siding Spring en homenaje al Observatorio de Siding Spring.